# Unité urbaine d'Arras
L'unité urbaine d'Arras est une unité urbaine française centrée sur Arras, préfecture du département du Pas-de-Calais, dans la région Hauts-de-France.

## Données générales
Dans le zonage réalisé par l'Insee en 1999, l'unité urbaine était composée de quatorze communes, toutes situées dans l'arrondissement d'Arras.
Dans le zonage réalisé en 2010, l'unité urbaine était composée de quinze communes, la commune de Duisans ayant été ajoutée au périmètre.
Dans le nouveau zonage réalisé en 2020, elle est composée des quinze mêmes communes.
En 2022, avec 88 802 habitants, elle représente la 4e unité urbaine du département du Pas-de-Calais et occupe le 10e rang dans la région Hauts-de-France.
En 2022, sa densité de population s'élève à 841 hab/km2. Par sa superficie, elle ne représente que 1,58 % du territoire départemental mais, par sa population, elle regroupe 6,08 % de la population du département du Pas-de-Calais.

## Composition 2020 de l'unité urbaine
Elle est composée des quinze communes suivantes :
| Nom                   | Code Insee | Département   | Statut       | Superficie (km2) | Population (dernière pop. légale) | Densité (hab./km2) | Modifier                                    |
| --------------------- | ---------- | ------------- | ------------ | ---------------- | --------------------------------- | ------------------ | ------------------------------------------- |
| Arras (ville-centre)  | 62041      | Pas-de-Calais | ville-centre | 11,63            | 42 621 (2022)                     | 3 665              | modifier les données · modifier les données |
| Achicourt             | 62004      | Pas-de-Calais | banlieue     | 5,94             | 7 899 (2022)                      | 1 330              | modifier les données · modifier les données |
| Agny                  | 62013      | Pas-de-Calais | banlieue     | 6,05             | 1 863 (2022)                      | 308                | modifier les données · modifier les données |
| Anzin-Saint-Aubin     | 62037      | Pas-de-Calais | banlieue     | 5,13             | 2 833 (2022)                      | 552                | modifier les données · modifier les données |
| Athies                | 62042      | Pas-de-Calais | banlieue     | 4,34             | 1 049 (2022)                      | 242                | modifier les données · modifier les données |
| Beaurains             | 62099      | Pas-de-Calais | banlieue     | 5,99             | 5 530 (2022)                      | 923                | modifier les données · modifier les données |
| Dainville             | 62263      | Pas-de-Calais | banlieue     | 11,22            | 5 718 (2022)                      | 510                | modifier les données · modifier les données |
| Duisans               | 62279      | Pas-de-Calais | banlieue     | 10,72            | 1 393 (2022)                      | 130                | modifier les données · modifier les données |
| Étrun                 | 62320      | Pas-de-Calais | banlieue     | 2,22             | 326 (2022)                        | 147                | modifier les données · modifier les données |
| Feuchy                | 62331      | Pas-de-Calais | banlieue     | 5,45             | 1 003 (2022)                      | 184                | modifier les données · modifier les données |
| Marœuil               | 62557      | Pas-de-Calais | banlieue     | 11,82            | 2 430 (2022)                      | 206                | modifier les données · modifier les données |
| Sainte-Catherine      | 62744      | Pas-de-Calais | banlieue     | 4,40             | 3 533 (2022)                      | 803                | modifier les données · modifier les données |
| Saint-Laurent-Blangy  | 62753      | Pas-de-Calais | banlieue     | 9,83             | 6 492 (2022)                      | 660                | modifier les données · modifier les données |
| Saint-Nicolas         | 62764      | Pas-de-Calais | banlieue     | 3,19             | 4 548 (2022)                      | 1 426              | modifier les données · modifier les données |
| Tilloy-lès-Mofflaines | 62817      | Pas-de-Calais | banlieue     | 7,69             | 1 564 (2022)                      | 203                | modifier les données · modifier les données |

## Évolution démographique
| 1968   | 1975   | 1982   | 1990   | 1999   | 2006   | 2011   | 2016   | 2022   |
| ------ | ------ | ------ | ------ | ------ | ------ | ------ | ------ | ------ |
| 74 877 | 82 737 | 83 587 | 83 261 | 84 413 | 85 810 | 86 519 | 87 028 | 88 802 |

#### Données générales
- Unité urbaine
- Aire d'attraction d'une ville
- Liste des unités urbaines de France

#### Données démographiques en rapport avec l'unité urbaine d'Arras
- Aire d'attraction d'Arras
- Arrondissement d'Arras

#### Données démographiques en rapport avec le Pas-de-Calais
- Démographie du Pas-de-Calais